# الكمية الثابتة
الكمية الثابتة في رياضيات النظام الديناميكي دالة للمتغيرات التابعة التي تظل قيمتها ثابتة على طول كل مسار للنظام.